# Paumgartner (Patriziergeschlecht)

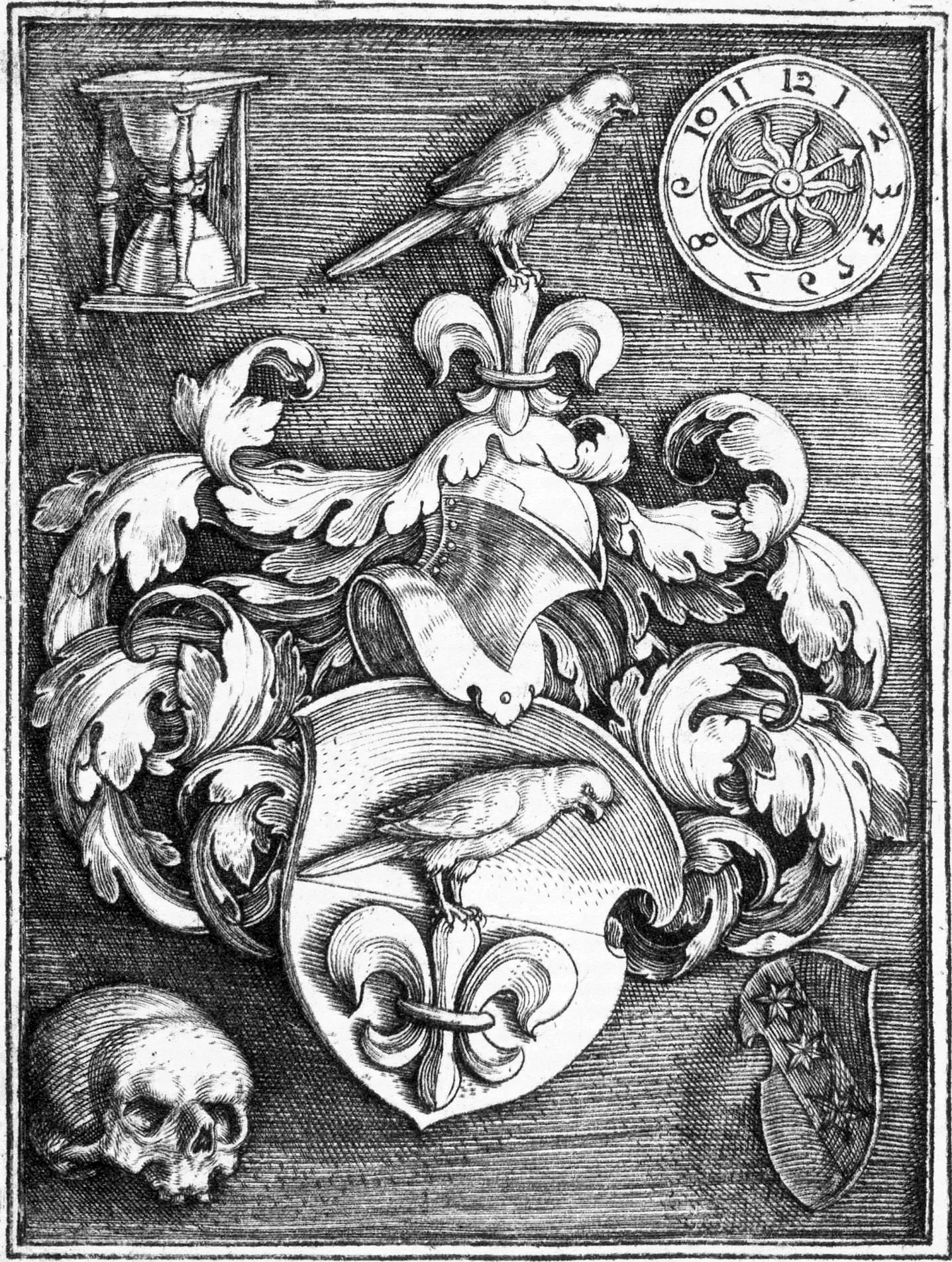
Stammwappen der Familie (Kupferstich von Albrecht Dürer)

Die  Paumgartner bzw. Baumgartner (auch: Paumgartner von Holnstein und Grünsberg) waren eine der ältesten Patrizierfamilien der Reichsstadt Nürnberg. Sie sind 1255 erstmals urkundlich erwähnt, ab 1396 waren sie bis zu ihrem Aussterben im Jahre 1726 im Inneren Rat vertreten und gehörten damit zum Nürnberger Patriziat sowie nach dem Tanzstatut von 1521 zu den neuen ratsfähigen Geschlechtern. 1726 ist der Nürnberger Zweig des Geschlechts erloschen.
Anton Paumgartner ging nach seinem Konkurs um 1475 in die Reichsstadt Augsburg, wo seine Linie 1538 unter die Augsburger Patriziergeschlechter aufgenommen wurden. Sie kam durch Handel und Bergbau zu großem Reichtum. Hans II. (1488–1549) wurde 1537 in den Reichsfreiherrenstand erhoben. Seine Söhne gerieten jedoch 1562 in Bankrott und ihre verarmten Nachfahren verließen Augsburg. Ein weiterer Augsburger Zweig, die Nachfahren des Sebald Paumgartner († 1520), war noch bis ins 17. Jahrhundert dort vertreten. Die Oberösterreichische Linie besaß am Anfang des 17. Jahrhunderts das Landgut Auhof bei Linz-Urfahr, ging um 1635 nach Niederösterreich, erlosch aber nach zwei Generationen im Mannesstamm wieder.
In Nürnberg ist die „Paumgartnerstraße“, in Augsburg die „Baumgartnerstraße“ nach ihnen benannt.

## Geschichte

### Ursprung und Nürnberger Linie

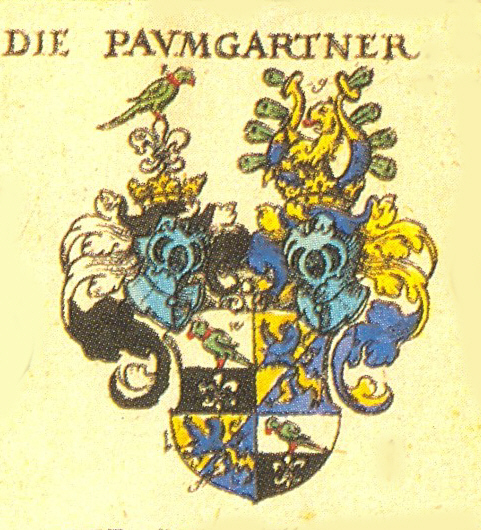
Erweitertes Wappen

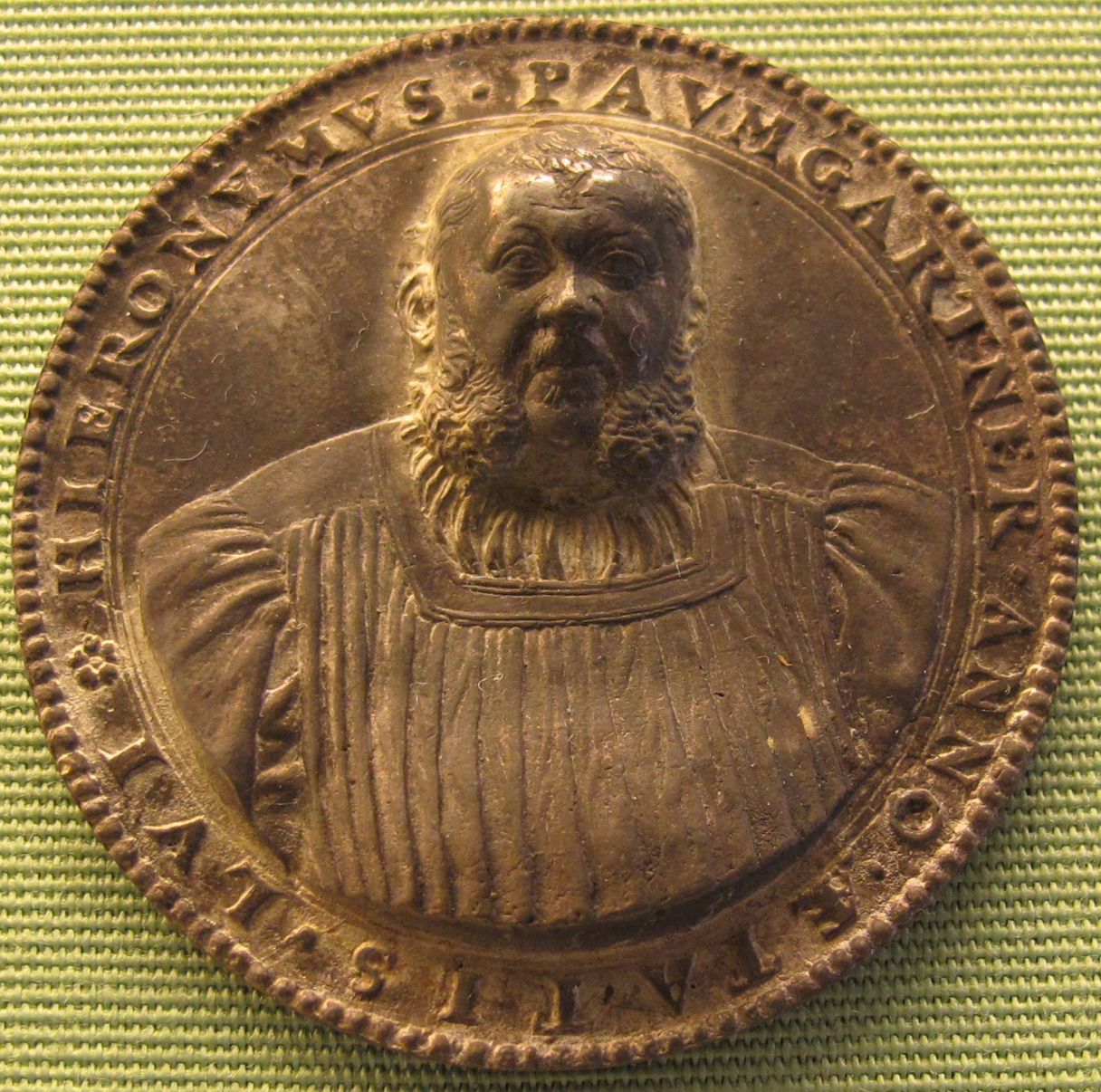
Hieronymus Paumgartner d. Ä. (1498–1565), Bürgermeister von Nürnberg, Medaille von Joachim Deschler, 1553

Wie viele der Nürnberger Geschlechter und späteren Patrizierfamilien (siehe auch: Imhoff, Oelhafen, Scheurl und Petz) stammten die Paumgartner aus der Gegend um Lauingen in Schwaben. Als erster Vertreter des Geschlechts wurde Heinrich Paumgartner 1255 urkundlich in Nürnberg erwähnt. Wie viele Nürnberger Patrizier engagierten sie sich später als Fernhändler. In Venedig besaßen sie ab dem späten 14. Jahrhundert zusammen mit den Kreß eine eigene Handelskammer im Fondaco dei Tedeschi. Mitte des 15. Jahrhunderts ist die Nürnberg-Augsburger Handelsgesellschaft Paumgartner-Arzt-Gossembrot belegt. Diese Handelsgesellschaft endete 1450 und die einzelnen Gesellschafter gründeten eigene Unternehmungen. In Nürnberg entstand unter Leitung Konrad Paumgartner d. Ä. eine Familiengesellschaft, die er zusammen mit seinen Söhnen Konrad d. J. und Anton I. führte. 1465 endete diese Familiengesellschaft mit dem Bankrott und der Flucht des mittlerweile zum Leiter der Gesellschaft aufgestiegenen Anton Paumgartner aus der Reichsstadt Nürnberg.
1498 beauftragten die Brüder Stephan und Lukas Paumgartner den Paumgartner-Altar bei Albrecht Dürer als Stiftung für die Kirche des Katharinenklosters.
Bedeutendster Vertreter des Nürnberger Geschlechts war Hieronymus Paumgartner der Ältere (1498–1565), Ratsherr und Bürgermeister von Nürnberg. Aus seiner Studienzeit in Wittenberg kannte er Luther und Melanchthon und wurde bereits als junger Ratsherr ab 1526 zum einflussreichen Mitgestalter der Reformation in Nürnberg sowie den an Nürnberg verpfändeten pfälzischen Ämtern Allersberg, Hilpoltstein und Heideck. Er nahm 1525 teil am Nürnberger Religionsgespräch und vertrat Nürnberg auf den Reichstagen in Speyer 1529 und Augsburg 1530 sowie bei der Revision der Verfassung des Schmalkaldischen Bundes 1536.
Die Nürnberger Paumgartner erwarben 1596 Schloss Holnstein, erbten 1672 Schloss Grünsberg von den Haller von Hallerstein und nannten sich fortan Paumgartner von Holnstein und Grünsberg. 1726 starb das Geschlecht mit Johann Paul III. Paumgartner aus. Seine Witwe, wiedervermählte Haller, überließ Grünsberg und Holnstein 1766 ihrem Schwiegersohn Karl Christoph Stromer von Reichenbach, der dafür ihre beträchtlichen Schulden übernahm. Bis heute sind auf Schloss Grünsberg, mittlerweile im Besitz der Stromer'schen Familienstiftung, zahlreiche kulturhistorisch wertvolle Erinnerungsstücke aus dem Besitz der Paumgartner erhalten.

### Augsburger Linie

#### Anton-Zweig

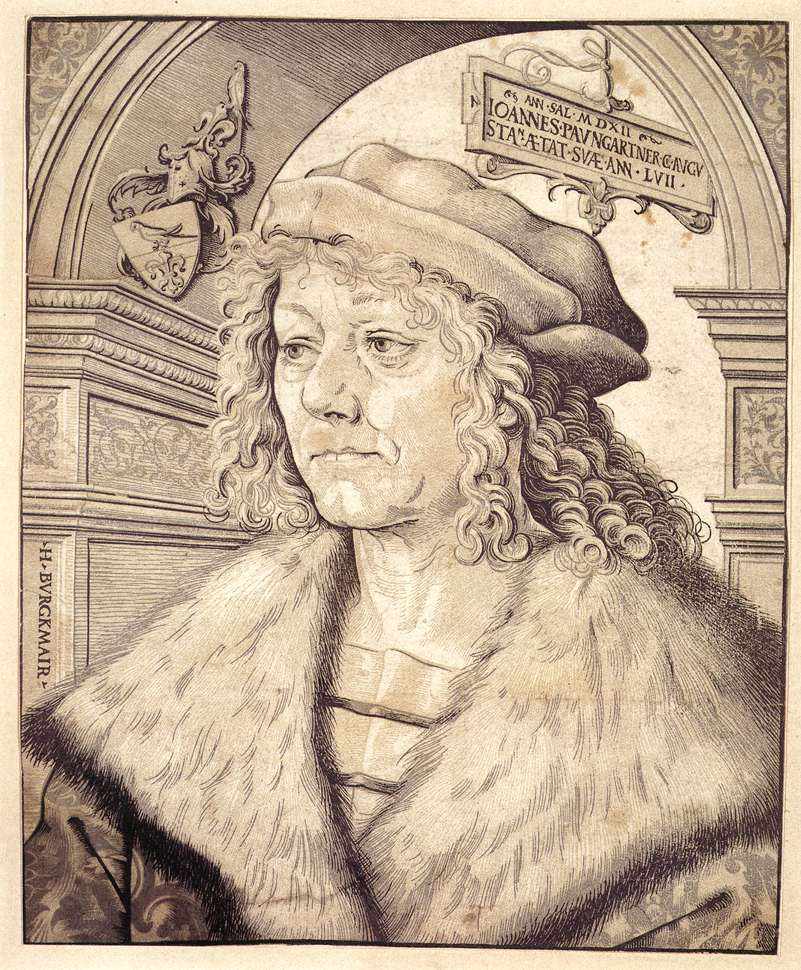
Hans I. Paumgartner aus Augsburg, von Hans Burgkmair dem Älteren, 1516

Die Nürnberger Paumgartner gingen 1465 Bankrott und Anton Paumgartner, letzter Leiter der Familiengesellschaft, setzte sich nach Augsburg ab, wo seine Familie ab ca. 1475 nachweisbar ist.
Antons Sohn, Hans I. (* 1455 in Nürnberg; † 1527 in Augsburg), heiratete 1485 die Augsburgerin Felizitas Rehlinger und begründete damit die hier beheimatete Linie. Warenhandel, Bergbau und Geldgeschäfte, letztere besonders mit den Habsburgern, wurden zum Fundament ihres neuen Vermögens, eines der größten im Spätmittelalter. Hans I. beteiligte sich 1498, gemeinsam mit den Fuggern und den Gossembrot am ersten deutschen Kupfersyndikat und finanzierte 1505 mit den Welsern die Indienfahrt Balthasar Sprengers. Er war Mitglied der Zunft der Kaufleute, 1502 kaiserlicher Rat und 1505–1516 im Zwölfer-Rat der Stadt. Alle seine Kinder ehelichten Angehörige reicher Kaufmannsfamilien, z. B. der Fugger und der Welser.

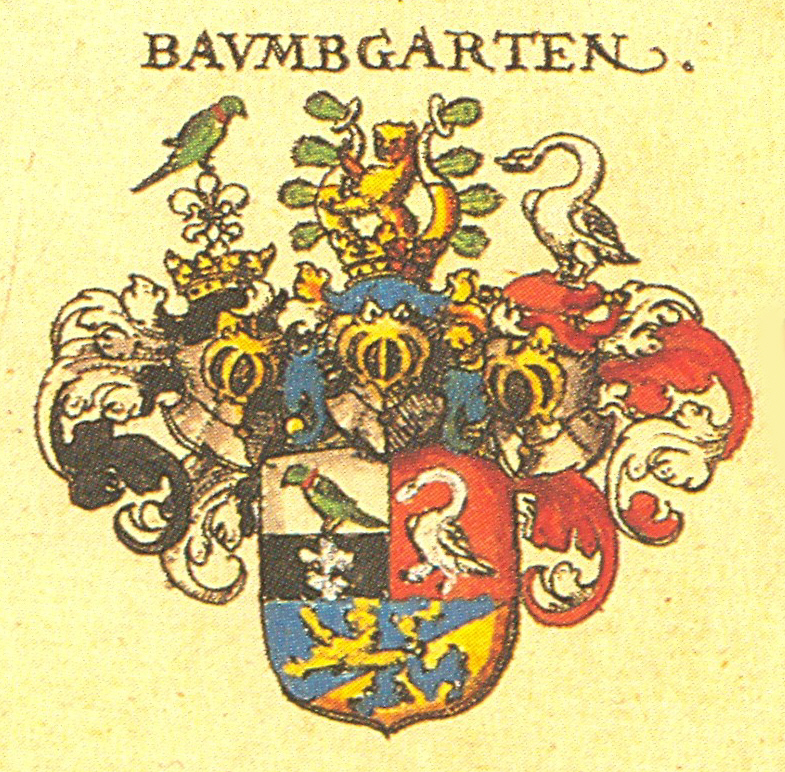
Freiherrliches Wappen Hans’ II. aus der Augsburger Linie (mit dem Schwan von Schwangau), 1537

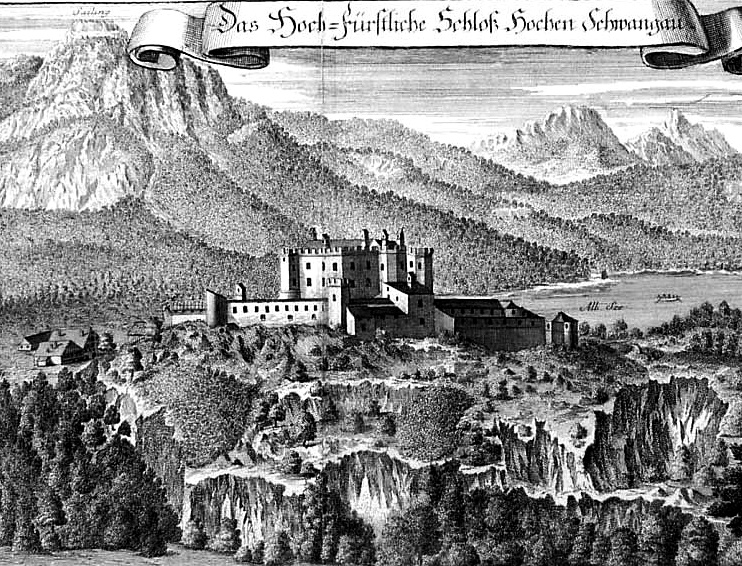
Schloss Hohenschwangau, 1701

Die Leitung des Familienunternehmens übernahm nach seinem Tod der Sohn Hans II. (* 1488 in Augsburg; † 1549 in Schwabmünchen). Nach einer Kaufmannslehre in Italien, Frankreich und England heiratete er 1512 Regina Fugger, einzige Tochter des schwerreichen Händlers Georg Fugger († 1506) und Nichte bzw. Mündel Jakob Fuggers des Reichen († 1525). Unter seiner Führung vergrößerte sich die Bedeutung des Handelshauses Paumgartner/Baumgartner; besonders die finanziellen Beziehungen zu den Habsburgern und das Engagement im Tiroler Bergbau wurden noch verstärkt. Hans II. war 1520–1536 Mitglied im Großen Rat. Er nutzte sein Vermögen auch, um die Aufnahme in den Adelsstand anzustreben: 1534 erwarb er das Schloss Erbach (Donau) als Pfandlehen von den Habsburgern. 1535 schickte er einen adligen Freund aus alter Nürnberger Patrizierfamilie, den kaiserlichen Rat Wolf Haller von Hallerstein, als Strohmann vor, um die reichsunmittelbare Herrschaft Schwangau von den beiden letzten dort ansässigen, aber verschuldeten Reichsrittern, Heinrich und Georg von Schwangau, für 35.000 Gulden zu erwerben. Haller reichte das Territorium sogleich an Paumgartner weiter, der schließlich auch die reichsrechtliche Belehnung durch König Ferdinand I. erwirkte, die für unmittelbare Reichslehen Bürgerlichen eigentlich gar nicht zugänglich war. Dies wurde dadurch ermöglicht, dass er 1537 durch Kaiser Karl V. in den Reichsfreiherrenstand erhoben wurde, mit dem Titel Freiherr Paumgartner von Hohenschwangau zum Schwanstein. Das gemehrte Wappen der Paumgartner wurde zusätzlich durch den Schwan der Schwangauer Reichsritter ergänzt. Die mittelalterliche Burg Schwanstein ließ er 1538–47 vom neapolitanischen Baumeister Lucio de Spari im italienischen Renaissancestil renovieren und zum Schloss Hohenschwangau umbauen, das im 19. Jahrhundert durch König Max II. erworben und mit neugotischem Dekor versehen wurde. 1538 erfolgte schließlich auch Paumgartners offizielle Aufnahme in das Augsburger Patriziat. Der Historiker Georg Sigmund Graf Adelmann von Adelmannsfelden nennt ihn einen „Kaufmann von internationalem Rang“ und „Beherrscher des damals so bedeutungsvollen Tiroler Bergbaues und Metallhandels“. Das „Literarische Zentralblatt für Deutschland“ (herausgegeben vom Börsenverein der Deutschen Buchhändler) bezeichnete 1922 Hans Paumgartner II. als den „zu seiner Zeit zweitreichsten Mann Deutschlands“, nach seinem Schwager Anton Fugger. Er betätigte sich als Kunstmäzen, unterhielt Kontakte mit Humanisten, u. a. mit Erasmus von Rotterdam und blieb – anders als sein Nürnberger Cousin Hieronymus – ein leidenschaftlicher Anhänger der katholischen Kirche, ebenso wie seine habsburgischen Lehnsherren, auch wenn er Reformen im Sinne des Humanismus für unausweichlich hielt.
Nach seinem Tod 1549 traten die Söhne Hans Georg und David das Erbe an und übernahmen die Geschäftsleitung. David Freiherr von Paumgartner (* 1517 in Augsburg; † 1567 in Gotha), amtierte 1548/1549 als Bürgermeister von Augsburg, wurde 1549 kaiserlicher Rat und saß 1550/51 im Geheimen Rat der Reichsstadt. Er zog sich allmählich vom Handel zurück, gab 1552 sein Augsburger Bürgerrecht auf und lebte fortan als Reichsritter auf Hohenschwangau. Als Rat Karls V. betrieb er die Unterwerfung der schwäbischen Reichsstädte unter den Kaiser, beseitigte 1551 das Zunftregiment in Kaufbeuren und führte dort eine aristokratische Verfassung ein. Bei den Versuchen des Kaisers, den Landsknechtsführer Sebastian Schertlin von Burtenbach zu versöhnen, spielte er eine erfolgreiche Vermittlerrolle. Infolge seines verschwenderischen Lebens sowie des Zusammenbruchs verschiedener Augsburger Handelsfirmen, deren Gläubiger er war, geriet er jedoch in Überschuldung. Die Abtretung der Tiroler Bergwerksanteile an die Patrizierfamilie Herwarth von Bittenfeld leitete 1553 einen Vermögensverfall der Paumgartner ein, an dessen Ende 1562 der durch den Zusammenbruch des Handelshauses Herbrot verursachte Bankrott stand, zu dessen Hauptgläubigern David Baumgartner zählte. 1561 verpfändete er die reichsunmittelbare Herrschaft Schwangau an Markgraf Georg-Friedrich von Brandenburg-Ansbach-Kulmbach, der das Pfand 1567 an Herzog Albrecht V. von Bayern abtrat. Dieser brachte auch die Ansprüche anderer Gläubiger Paumgartners an sich und wurde schließlich reichsrechtlich mit Hohenschwangau belehnt, das an Bayern und Tirol grenzte. David Baumgartner schloss sich schließlich dem politisch-ökonomischen Abenteuerer Wilhelm von Grumbach an und beteiligte sich an dessen kriegerischen Unternehmungen, den Grumbachschen Händeln, um seine Herrschaft zurückzugewinnen. Mit ihm verfiel er 1563 der Reichsacht und wurde 1567 auf dem Marktplatz von Gotha enthauptet. (Siehe dazu auch Taler auf die Einnahme von Gotha 1567) David Baumgartner hinterließ eine Witwe und 10 Kinder; sie verließen die Stadt, blieben verarmt und hatten die väterlichen Güter weitestgehend eingebüßt. Sein Bruder Hans Georg (1515–1570), der Erbach geerbt hatte und sich Freiherr von Baumgarten zu Erbach nannte, erbaute 1550–55 das dortige Schloss neu. Nach dem Bankrott 1562 kam er zu Augsburg in den Schuldturm und blieb bis an sein Lebensende 1570 gefangen. Sein Sohn Franz Ferdinand (um 1555–1630) blieb noch bis 1612 im Besitz von Erbach, musste es dann aber aufgeben.

#### Sebald-Zweig

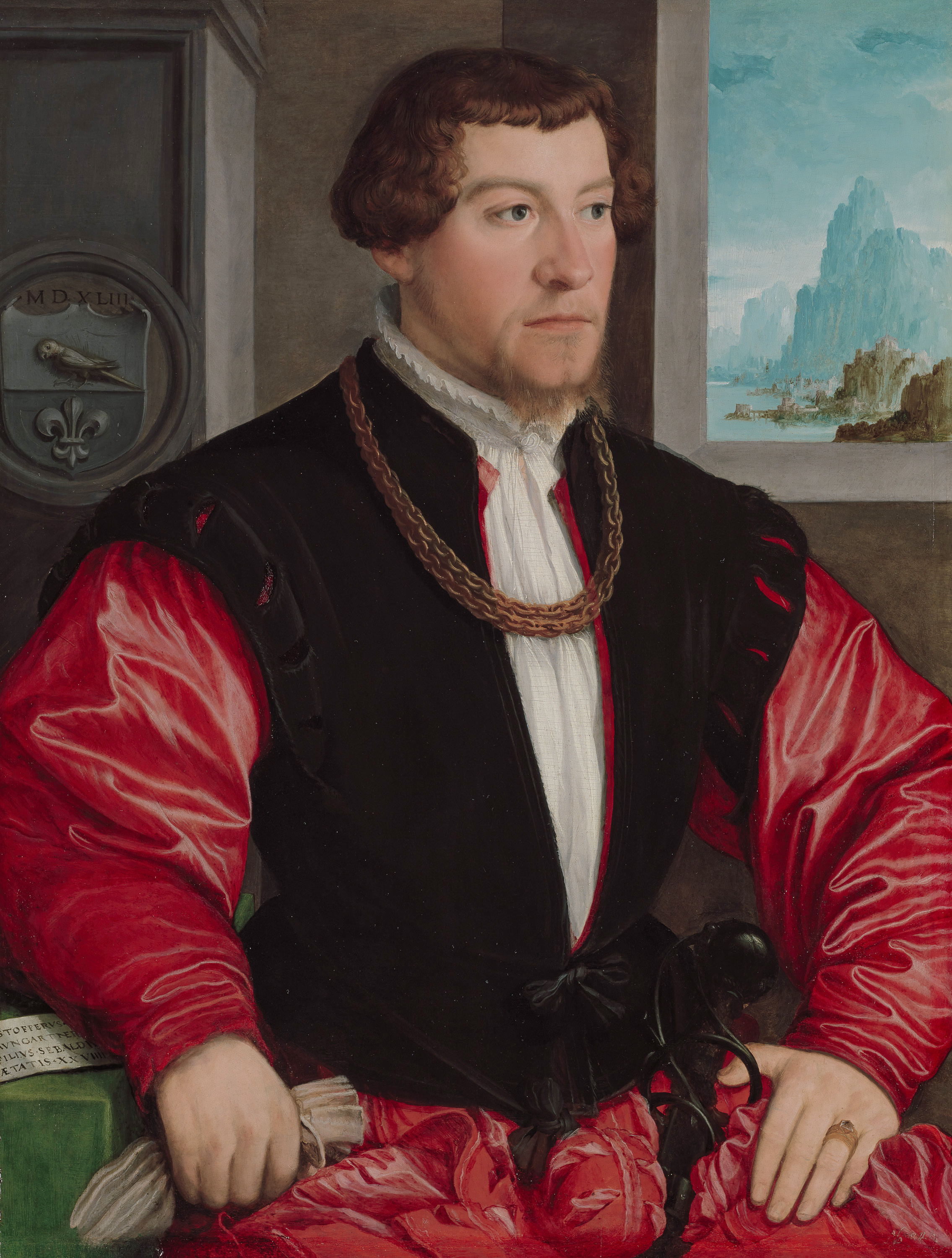
Christoph Paumgartner der Jüngere († 1586), von Christoph Amberger, 1543

Auch Sebald Paumgartner († 1520) kam von Nürnberg nach Augsburg und gründete dort einen Zweig der Familie. Er war der Sohn Michaels, des jüngeren Bruders des nach dem Nürnberger Bankrott von 1465 nach Augsburg ausgewanderten Anton Paumgartner (Stammvater der Augsburger Hauptlinie). Sebalds Vetter Hans I. Paumgartner (1455–1527) vermittelte ihm 1494 die Heirat mit der Erbtochter des reichen Augsburger Kaufmanns Balthasar Wolf, deren Vermögen ihm komplett zufiel. Er kaufte u. a. das Dorf Hausen und den Oggenhof. Mit den Humanisten Johannes Cuspinian und Willibald Pirckheimer verband ihn eine persönliche Freundschaft.
Sein Sohn Christoph Paumgartner der Jüngere († 1586) ließ sich 1543 auf Lindenholz porträtieren von Christoph Amberger. Dieses Gemälde hängt heute als Kostbarkeit im Kunsthistorischen Museum Wien. Er war verheiratet mit Sibylla Imhoff, nach ihrem Tod mit Sabina Rehlinger, beide aus bedeutenden Patrizierfamilien.
Christophs Schwester Anna († 1575) ehelichte Sigmund Langenmantel vom Sparren († 1545), Landrichter und herzoglicher Pfleger in Kelheim, wo sich ihr Epitaph in der Pfarrkirche Mariä Himmelfahrt erhalten hat. Seine Brüder waren der badische Hofmeister und bayerische Rat Ulrich Langenmantel vom Sparren und der Domherr Christoph Langenmantel, der Martin Luther 1518 zur Flucht aus Augsburg verhalf.

### Oberösterreichische Linie
Hans Albrecht, der Sohn von Balthasar Paumgartner von Holenstein und dessen zweiter Frau Maria Spiller von Mitterberg, heiratete die Witwe des Stefan Reuthmayer zum Auhof und gelangte so in den Besitz des Landgutes Auhof bei Urfahr. Am 23. März 1602 wurde er in den Ritterstand der Ob der Enns´schen Landstände aufgenommen. Sein Sohn Georg Balthasar († 1649), der Maria Helena von Hoheneck geheiratet hat, verkauft 1634 den Auhof an Kaspar Riediser von Riedieshaim und erwarb 1647 das Gut Tröstlberg in Niederösterreich, das seine Gattin von ihrer Mutter Maria geborene Flusshart von Dorf geerbt hatte. Aus der Ehe Georg Balthasars gingen vier Töchter hervor, sodass diese Linie im Mannesstamm wieder erloschen ist.

## Ehemalige Besitzungen (Auszug)
- 1449–1489 Oedenberg bei Lauf an der Pegnitz
- 1520–1610 Schloss Baumgarten bei Aislingen – Augsburger Linie (Ende des 17. Jh. abgebrochen)[21]
- 1530 – Anf. 17. Jh. Herrschaft Konzenberg – Augsburger Linie
- 1534–1612 Schloss Erbach (Donau) – Augsburger Linie
- 1535–1561 Burg Schwanstein in Schwangau (heute Schloss Hohenschwangau) – Augsburger Linie[5]
- 1596–1726 Schloss Holnstein (Lkr. Amberg-Sulzbach)[22]
- 1672–1726 Schloss Grünsberg
- 1677–1687 das Pellerschloss in Fischbach
- Besitzungen um Lonnerstadt
- um 1600–1634 Auhof bei Linz-Urfahr – Oberösterreichische Linie
- 1647–? Gut Tröstlberg (Haidershofen) in Niederösterreich – Oberösterreichische Linie[1]

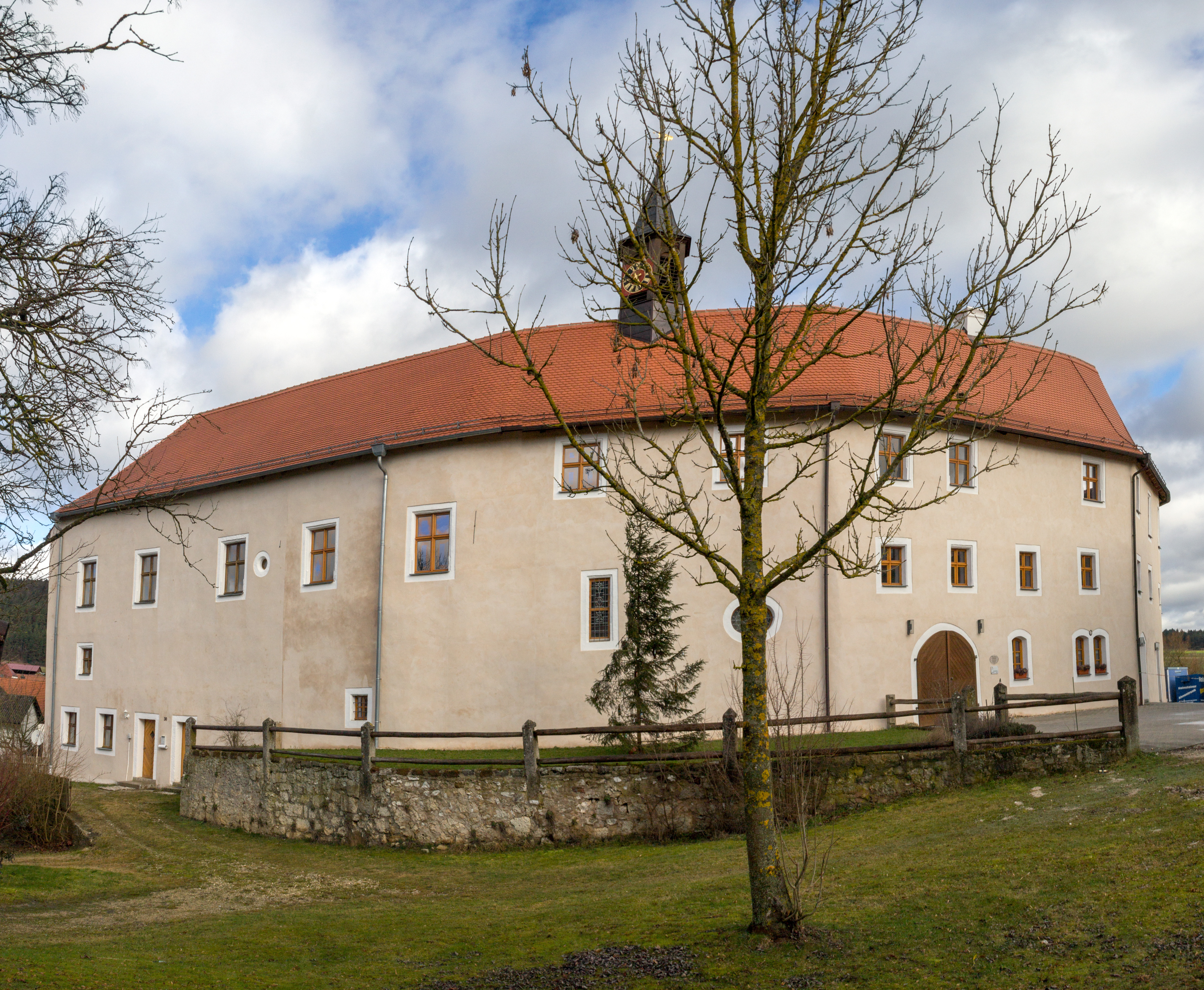
Schloss Holnstein
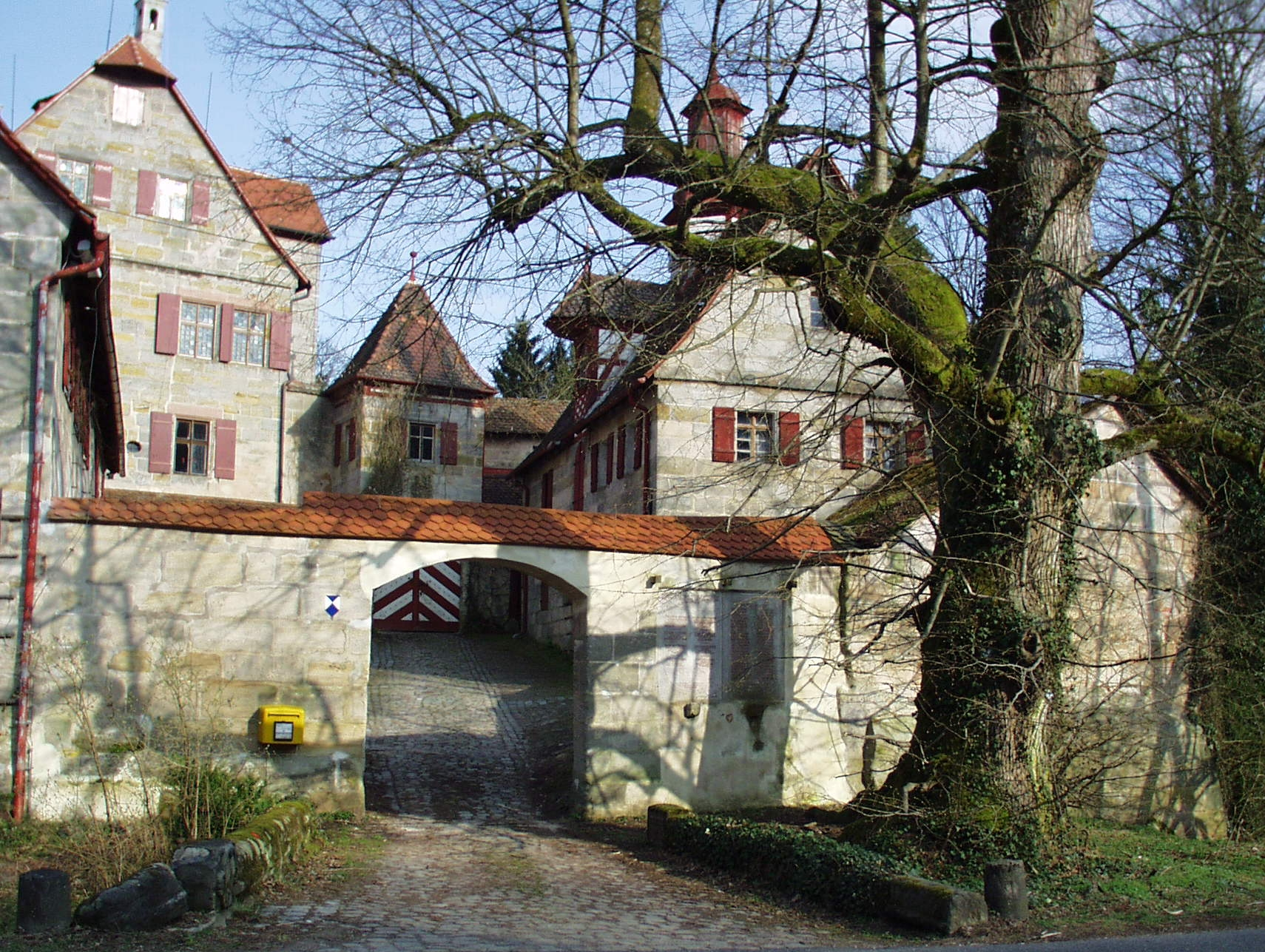
Schloss Grünsberg
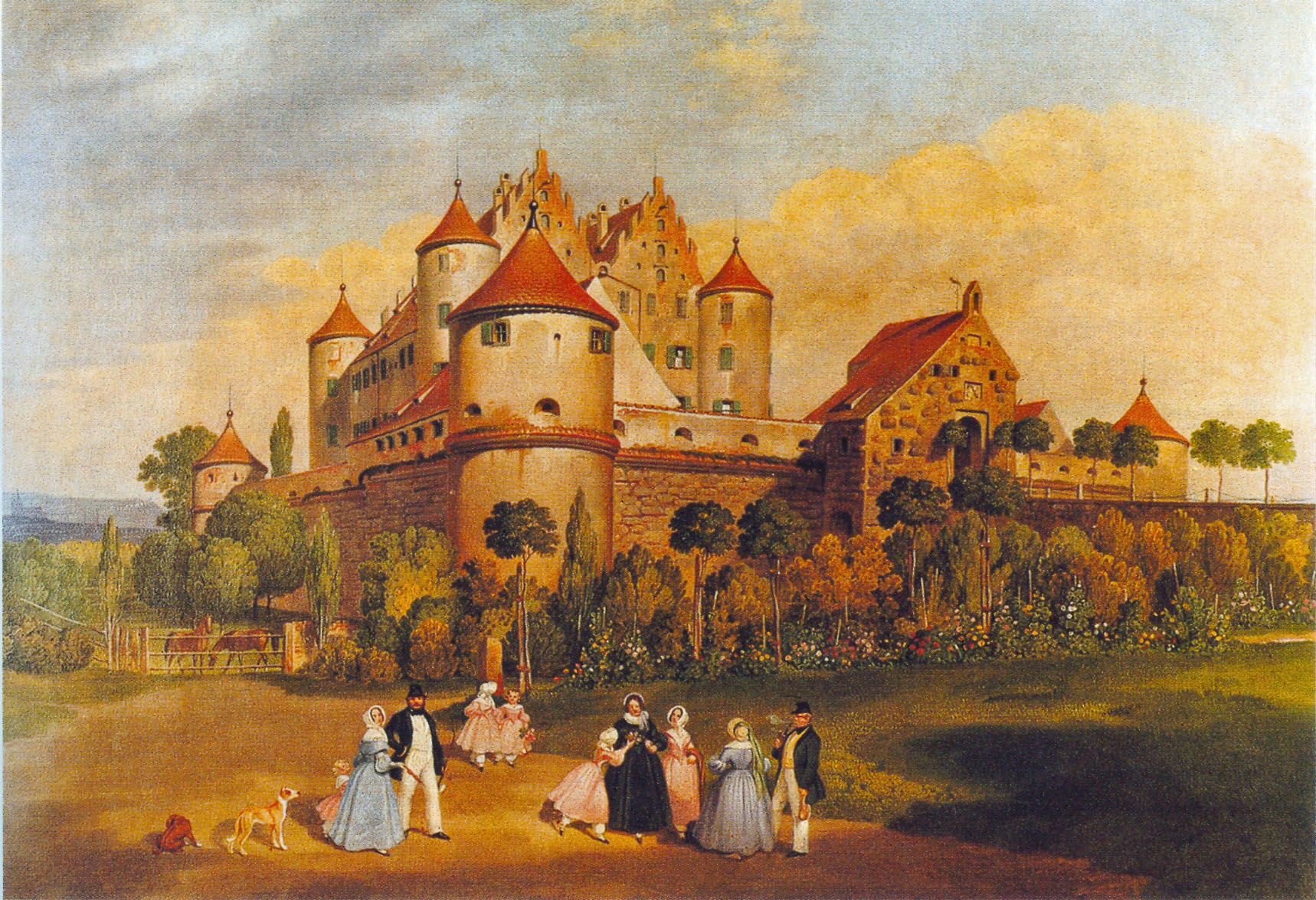
Schloss Erbach (Donau) um 1844

## Bekannte Familienmitglieder

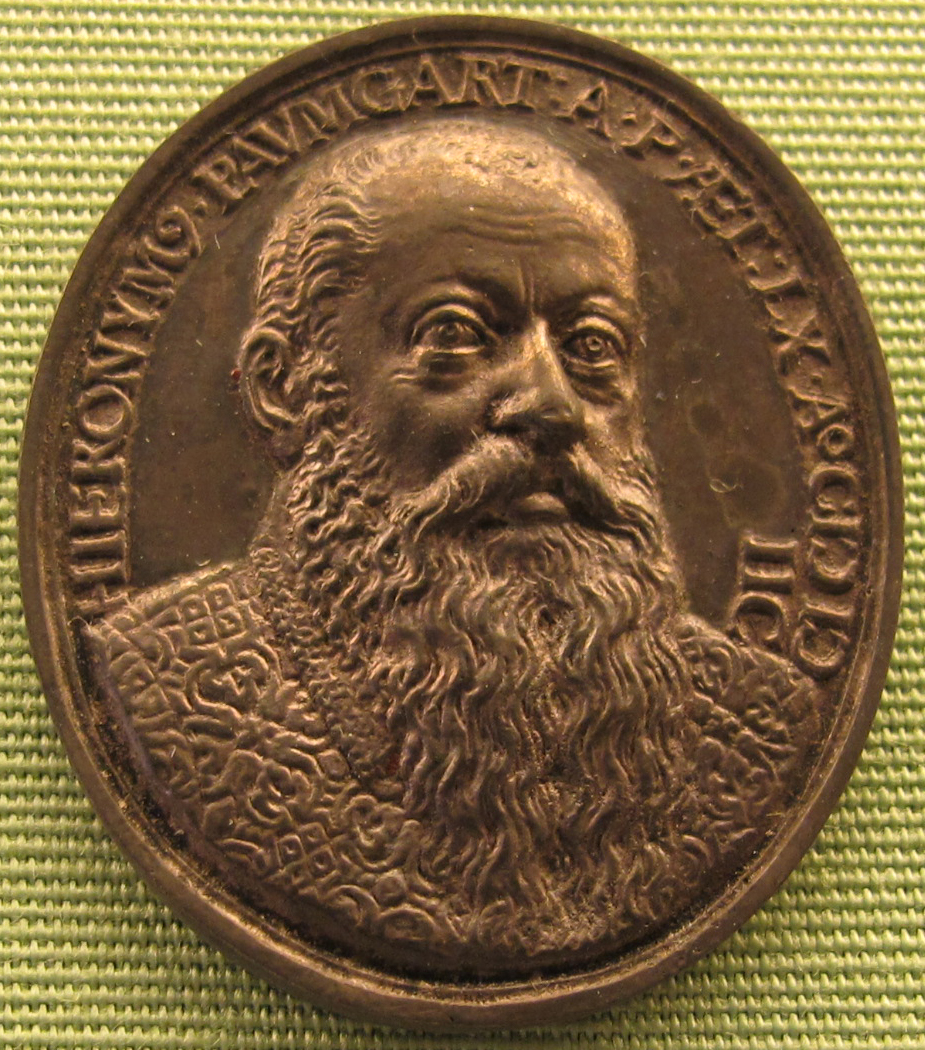
Hieronymus Paumgartner der Ältere (1498–1565), Bürgermeister von Nürnberg, Gestalter der Reformation, Medaille von Matthäus Carl

- um 1380–1464 Konrad Paumgartner, erster Nürnberger Ratsherr der Familie
- Hieronymus der Ältere (1498–1565), Bekannter Philipp Melanchthons und Martin Luthers, 1533 Alter Bürgermeister, 1549 Älterer Herr, 1553 Dritter Oberster Hauptmann.
- Hans II. Paumgartner (1488–1549), Augsburger Patrizier und Kaiserlicher Rat. Er kaufte 1535 die reichsunmittelbare Herrschaft Schwanstein mit der in Verfall geratenen Burg Schwanstein und ließ diese 1538–1547 neu zum Schloss Hohenschwangau aufbauen. Daraufhin wurde er von Kaiser Karl V. 1537 zum Reichsfreiherrn Paumgartner von Hohenschwangau zum Schwanstein erhoben. Seine Ehefrau Regina Fugger war eine Tochter des Georg Fugger, Leiter der Nürnberger Filiale der Firma Ulrich Fugger und Gebrüder von Augsburg.
- 1613–1686 Andreas Georg Paumgartner, Nürnberger Ratsherr, Losunger

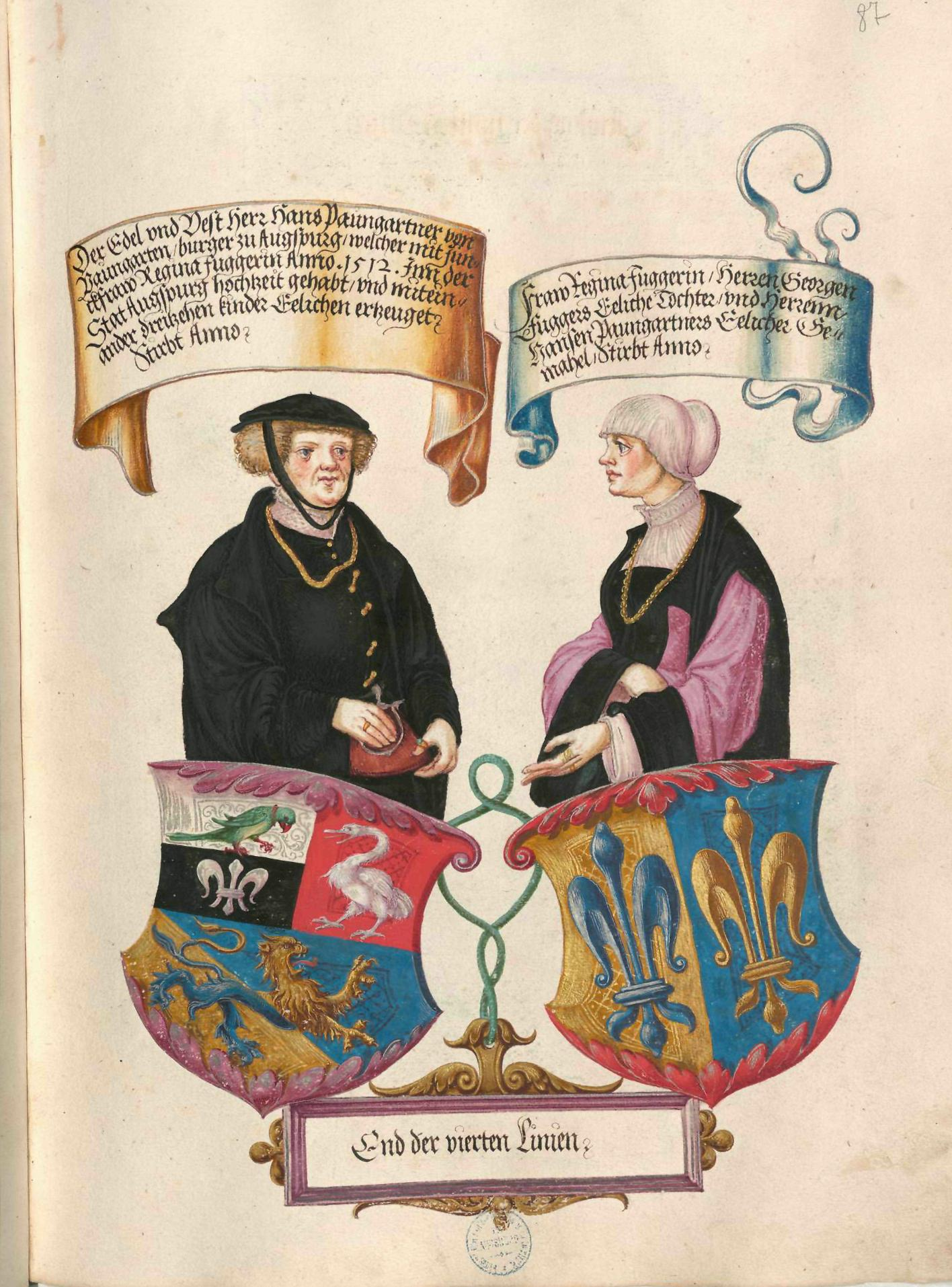
Hans II. Paumgartner (1488–1549), seit 1537 Reichsfreiherr, mit Regina Fugger (Augsburg, 1512)
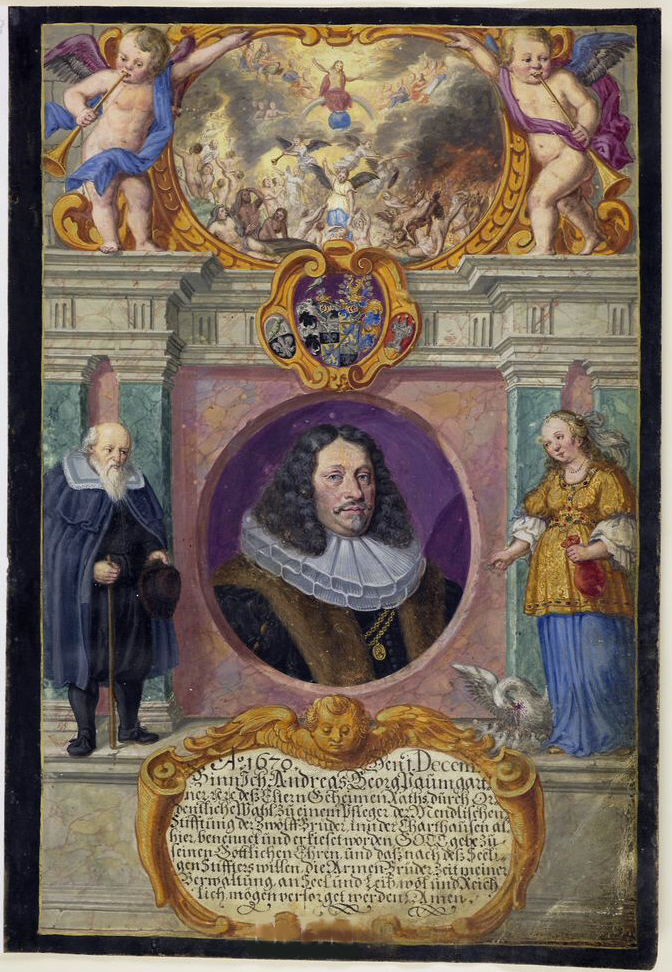
Andreas Georg Paumgartner; Pfleger der Mendelschen Zwölfbrüderstiftung (1670)
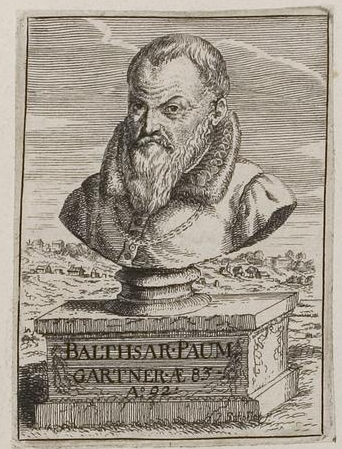
Balthasar Paumgartner (1692)

## Wappen
- Das Stammwappen ist von Silber und Schwarz geteilt, oben ein grüner Sittich, rot bewehrt mit rotem Halsring, auf dem mittleren Blatt der silbernen Lilie des unteren Feldes stehend. Auf dem Helm mit schwarz-silbernen Helmdecken die silberne Lilie mit dem darauf sitzenden Sittich.
- Das gemehrte Wappen ist geviert, Felder 1 und 4 das Stammwappen, 2 und 3 von Blau und Gold schräglinks geteilt, darin eine farbengewechselter Löwe. Zwei gekrönte Helme, rechts der Stammhelm, links auf blau-goldenen Decken ein wachsender goldener Löwe zwischen zwei blauen, außen mit je vier Pfauenfedern besteckten Hörnern.[23]
- Das gemehrte Wappen von Hans II. Paumgartner (1488–1549) aus der Augsburger Linie, nach seiner Erhebung zum Freiherrn Paumgartner von Hohenschwangau zum Schwanstein im Jahr 1537 durch Kaiser Karl V., zeigt den Wappenschild horizontal geteilt sowie oben gespalten, mit dem Stammwappen (heraldisch) rechts (optisch links) und dem weißen Schwan in rotem Feld (der Reichsritter von Schwangau auf Schloss Hohenschwangau) heraldisch links (optisch rechts), sowie unten dem farbengewechselten Löwen. Drei Helme, rechts der Stammhelm, mittig der Löwenhelm des gemehrten Wappens, links ein Helm mit weißem Schwan und rot-silbernen Helmdecken.

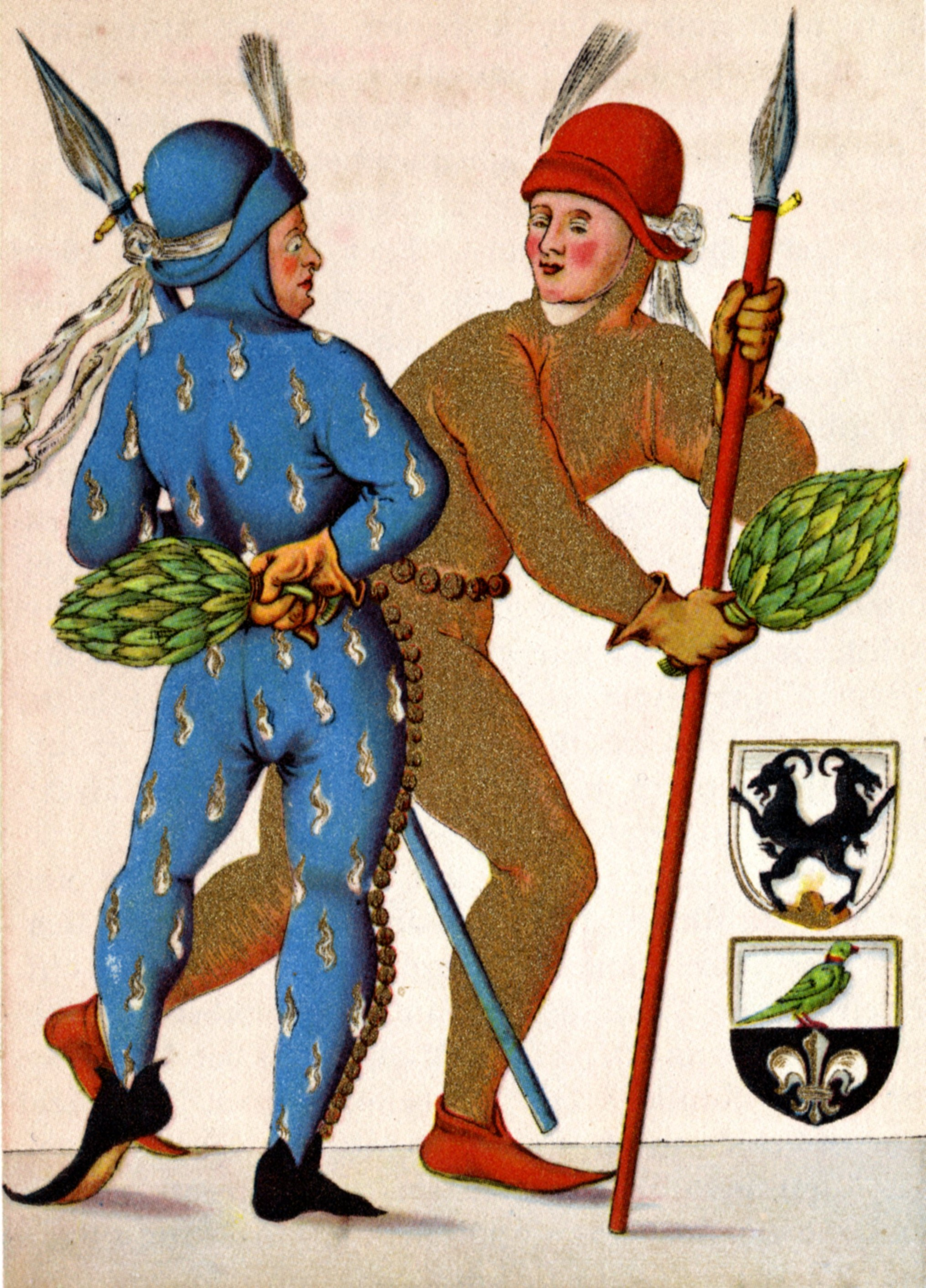
Schembartlauf von 1463
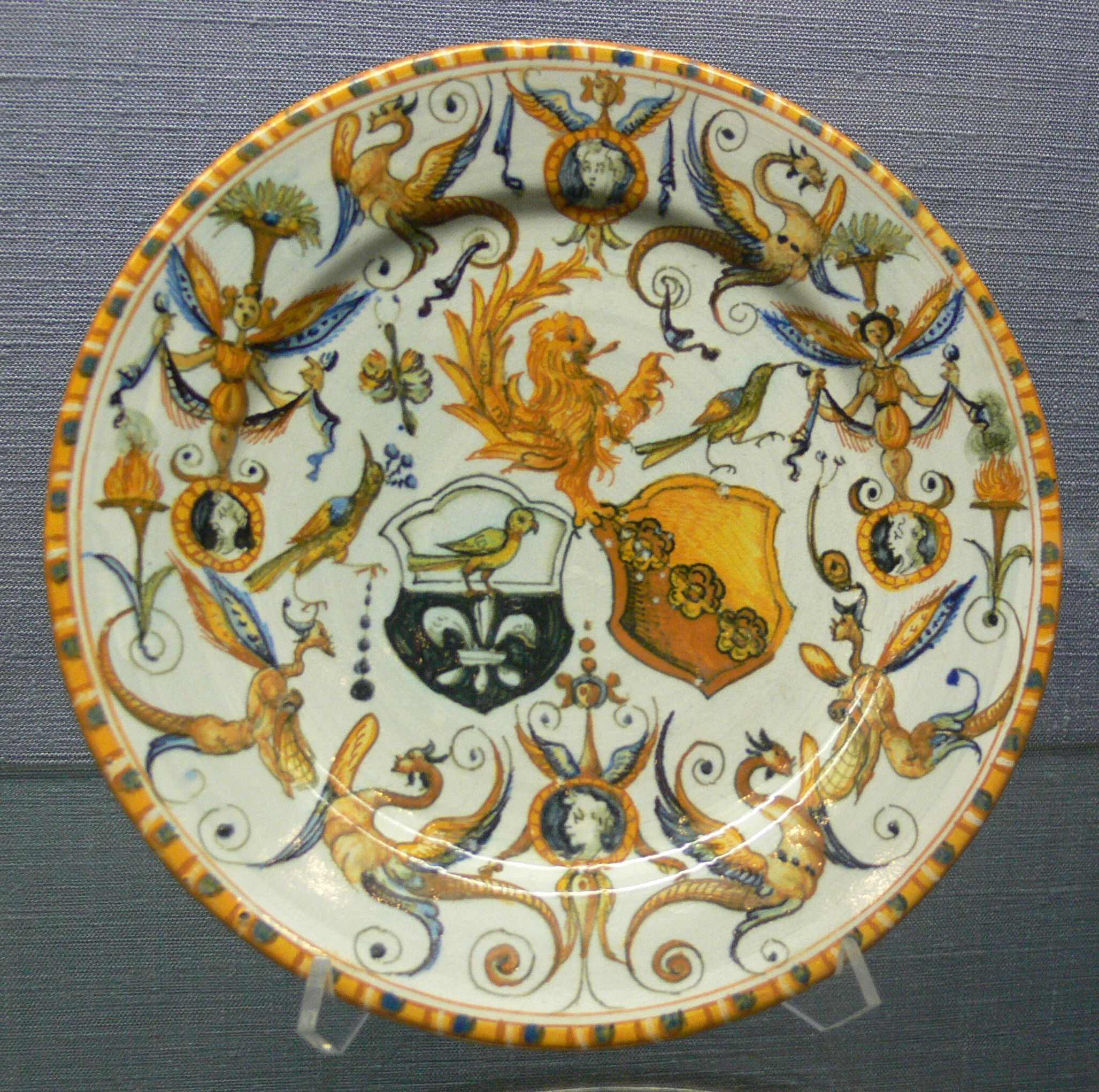
Teller der Patanazzi-Werkstatt aus Urbino (Ende 16. Jh.): Seelöwe der Imhoff, darunter Wappen Paumgartner und Schmidtmayer
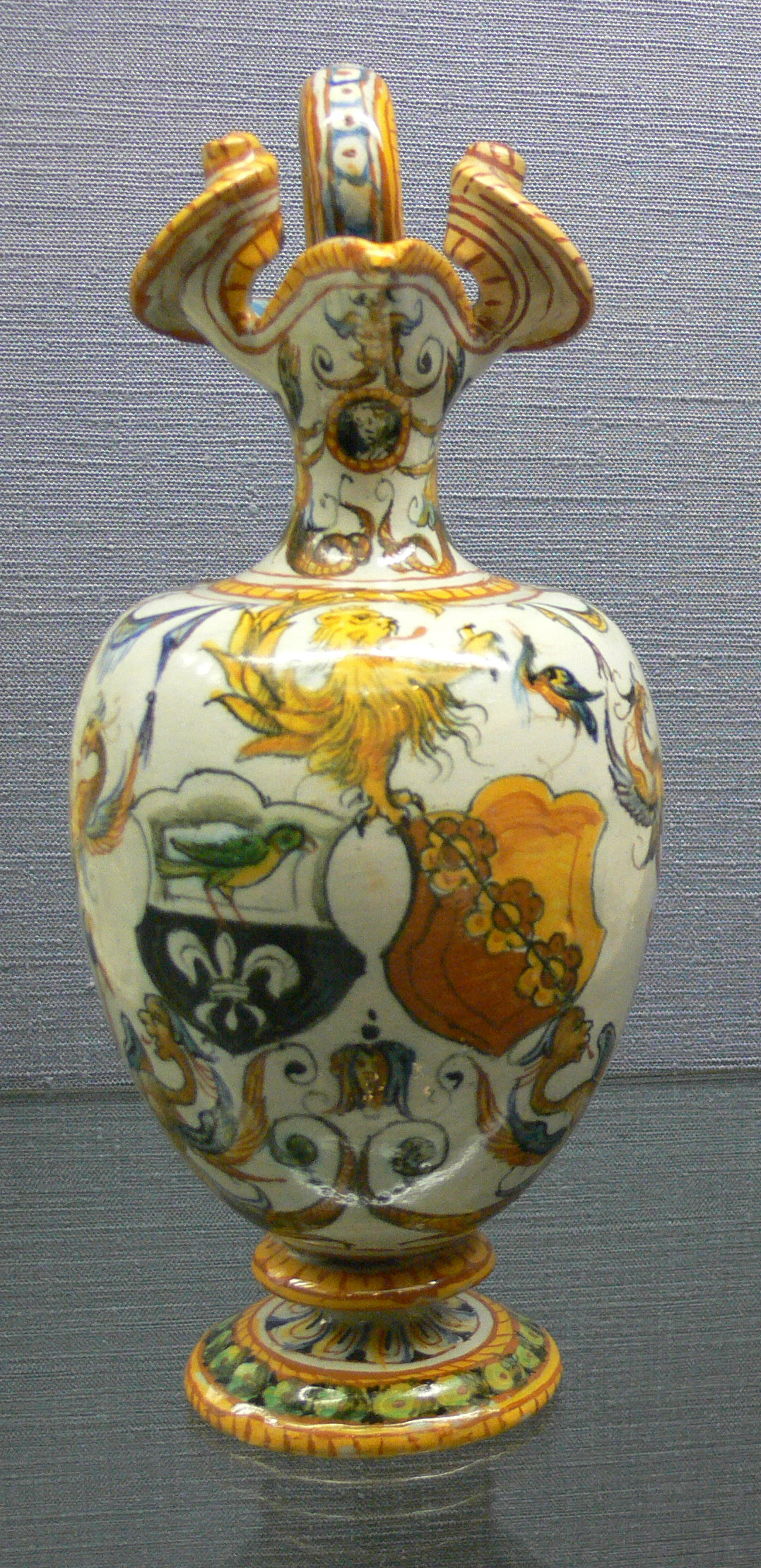
Kanne der Patanazzi-Werkstatt (Kunstgewerbemuseum Berlin)
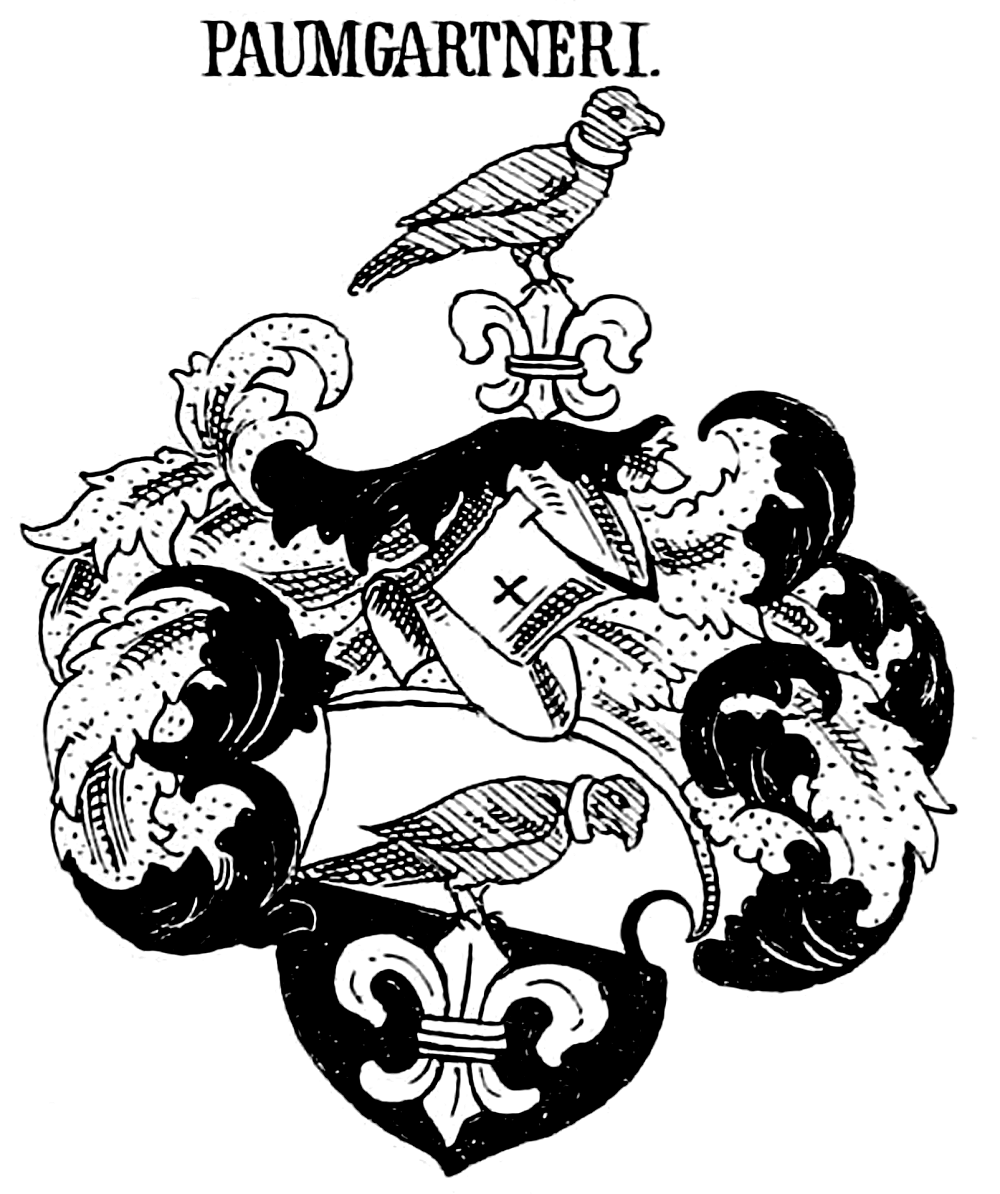
Stammwappen der Paumgartner in Siebmachers Wappenbuch von 1701
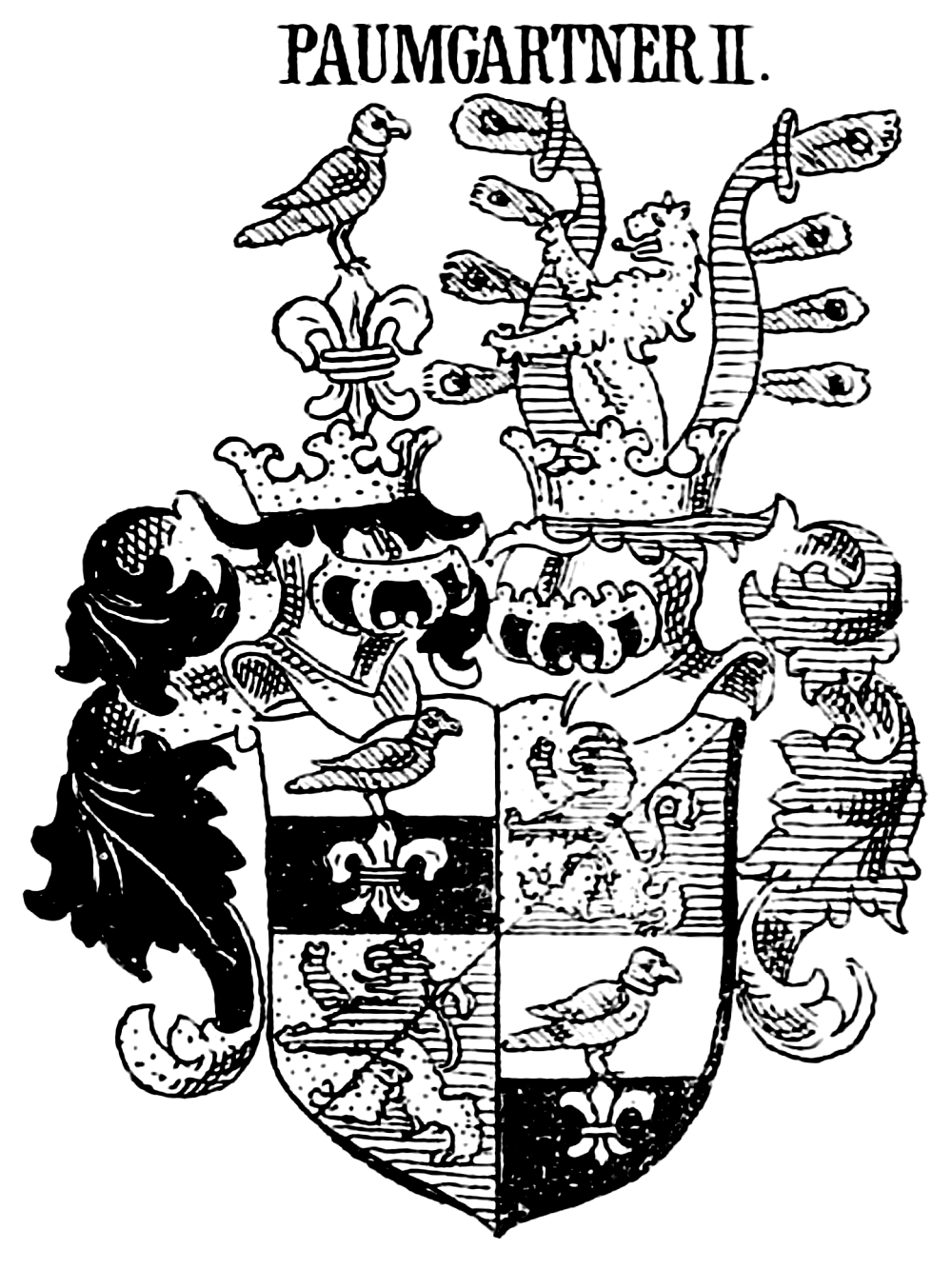
Gemehrters Wappen der Paumgartner in Siebmachers Wappenbuch von 1701
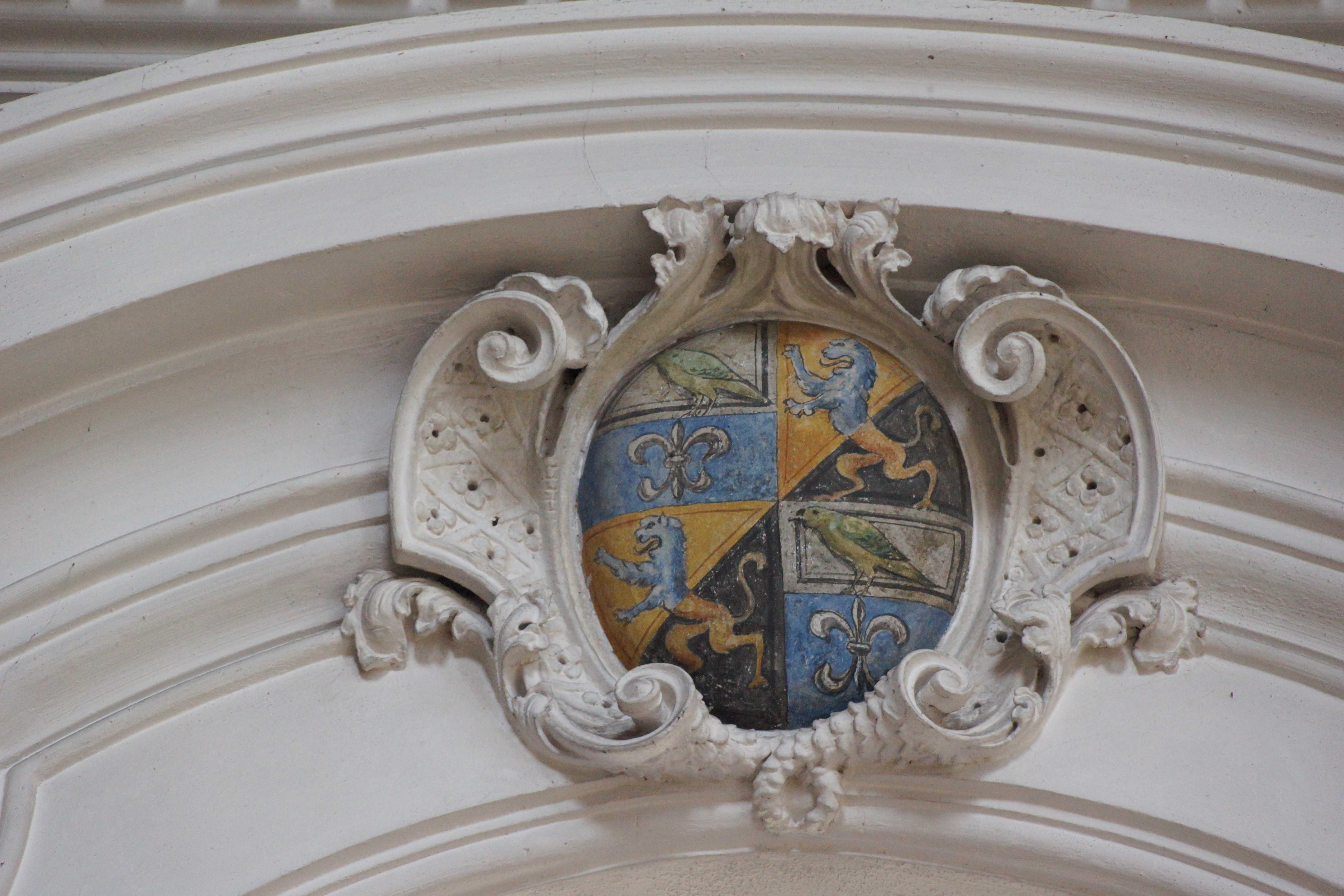
Wappen Egidienkirche
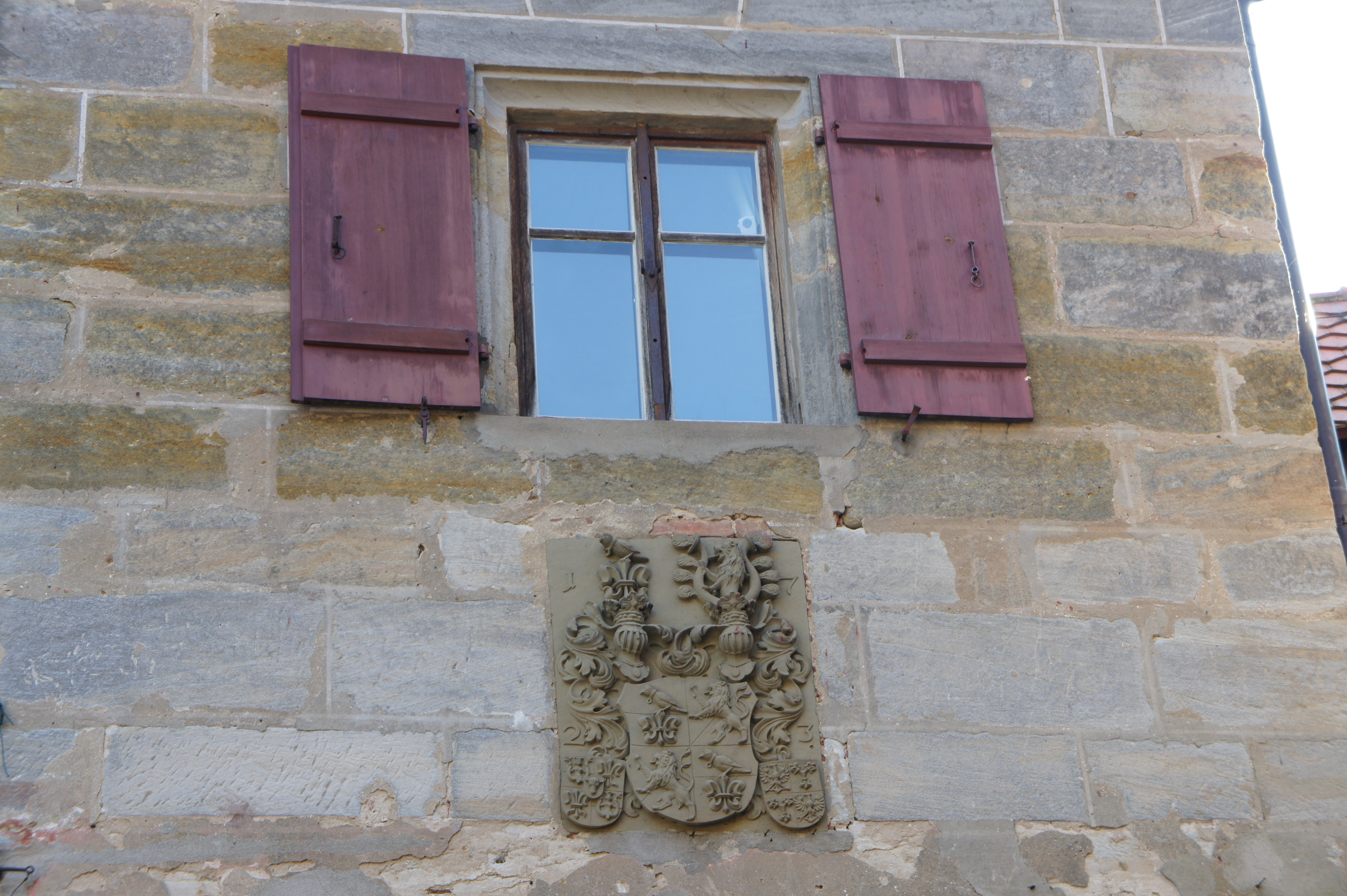
Paumgartner-Wappen in Grünsberg (1723, mit ehelichen Beiwappen Rieter und Nützel)

## Stiftungen (Auszug)
- Paumgartner-Fenster in der Nürnberger Lorenzkirche, gestiftet 1456 von Konrad VI. Paumgartner
- Fenster der verwandten Familien Grabner, Paumgartner und Pirckheimer in der Sebalduskirche
- Der Paumgartner-Altar von Albrecht Dürer – ein spätgotisches Triptychon aus der Nürnberger Katharinenkirche, gestiftet von Stephan und Lukas Paumgartner, Söhne des Martin Paumgartner, 1498 (heute Alte Pinakothek, München)

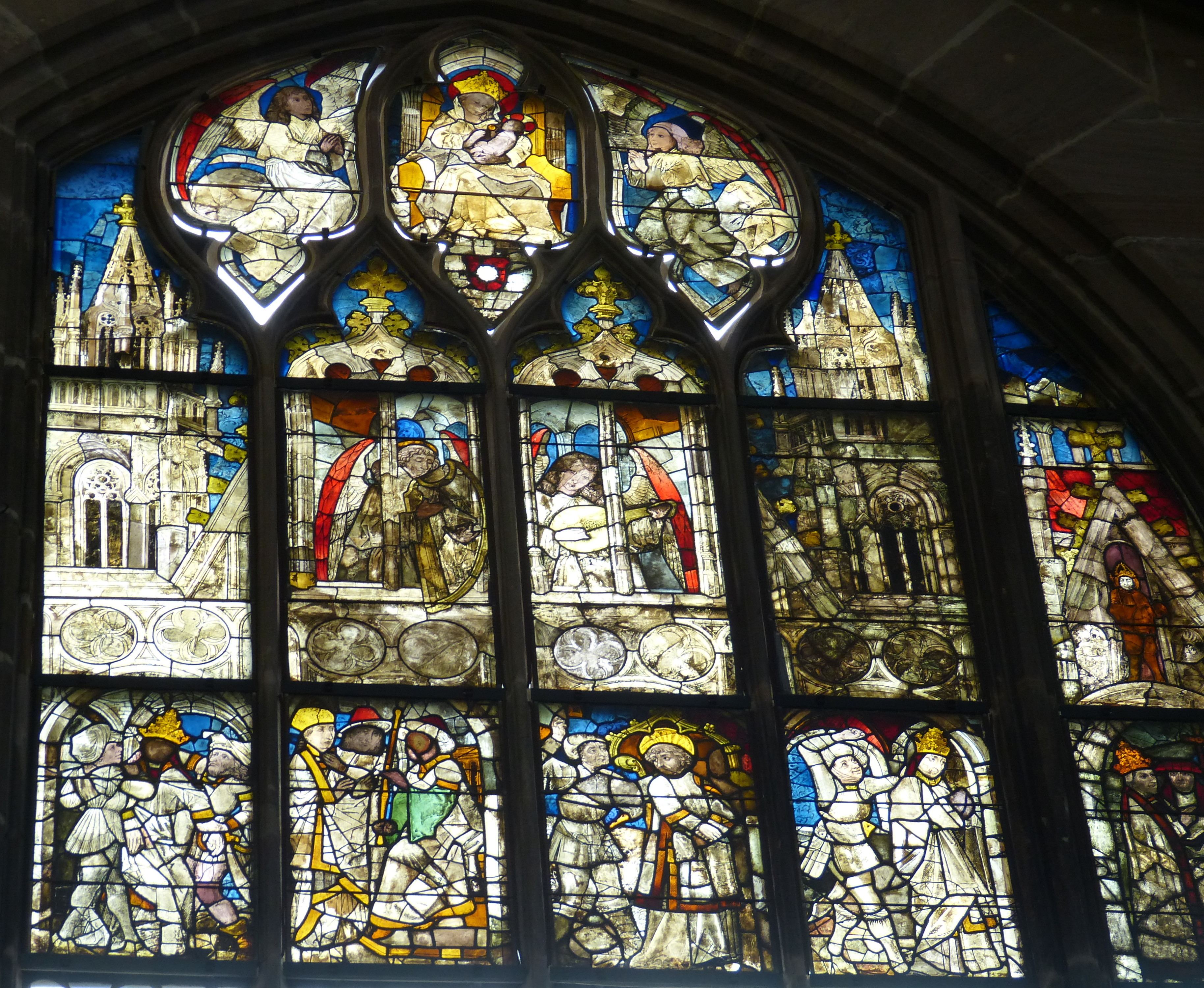
Paumgartner-Fenster in St. Lorenz (1456)
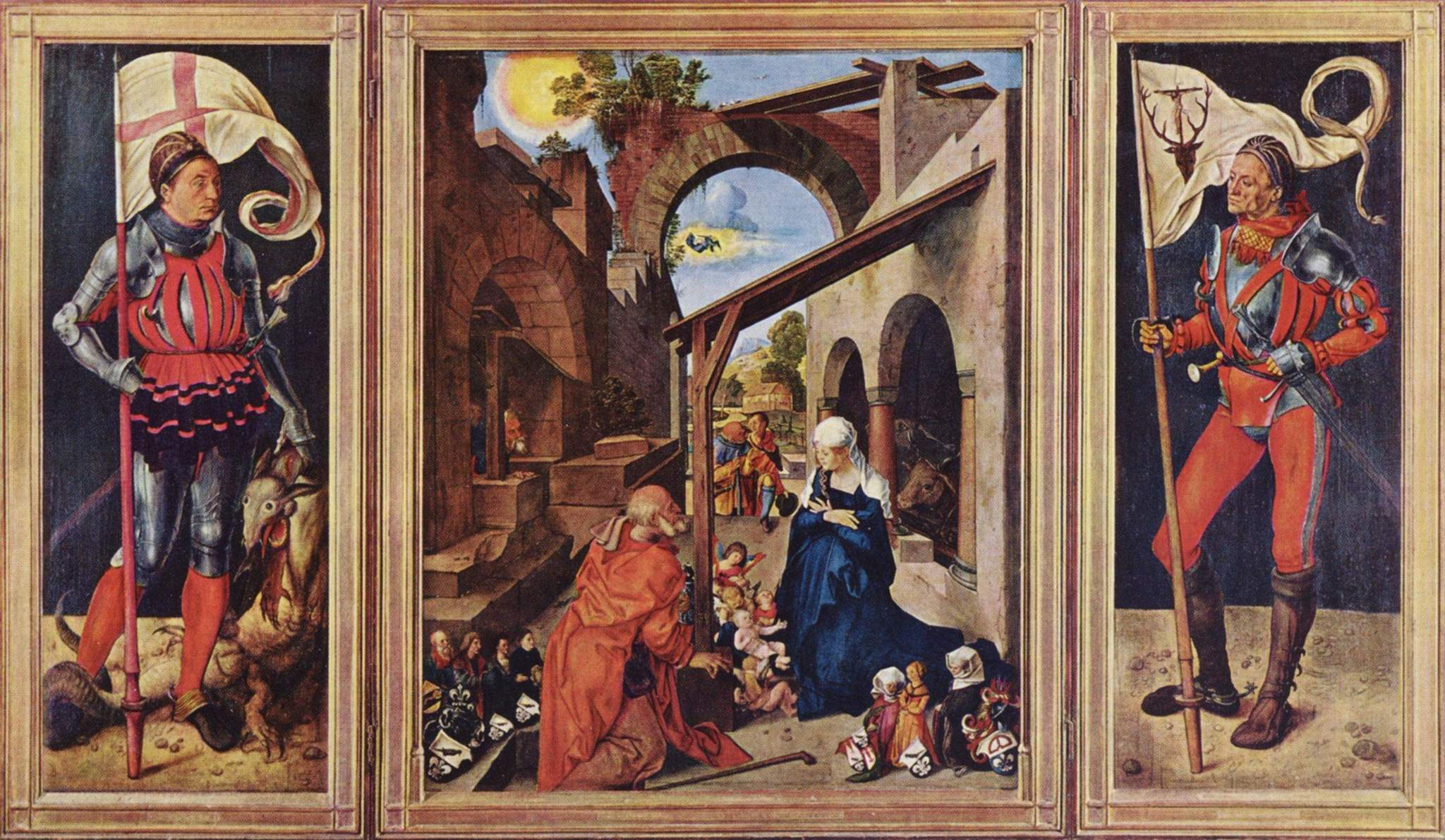
Der Paumgartner-Altar von Albrecht Dürer (1498)
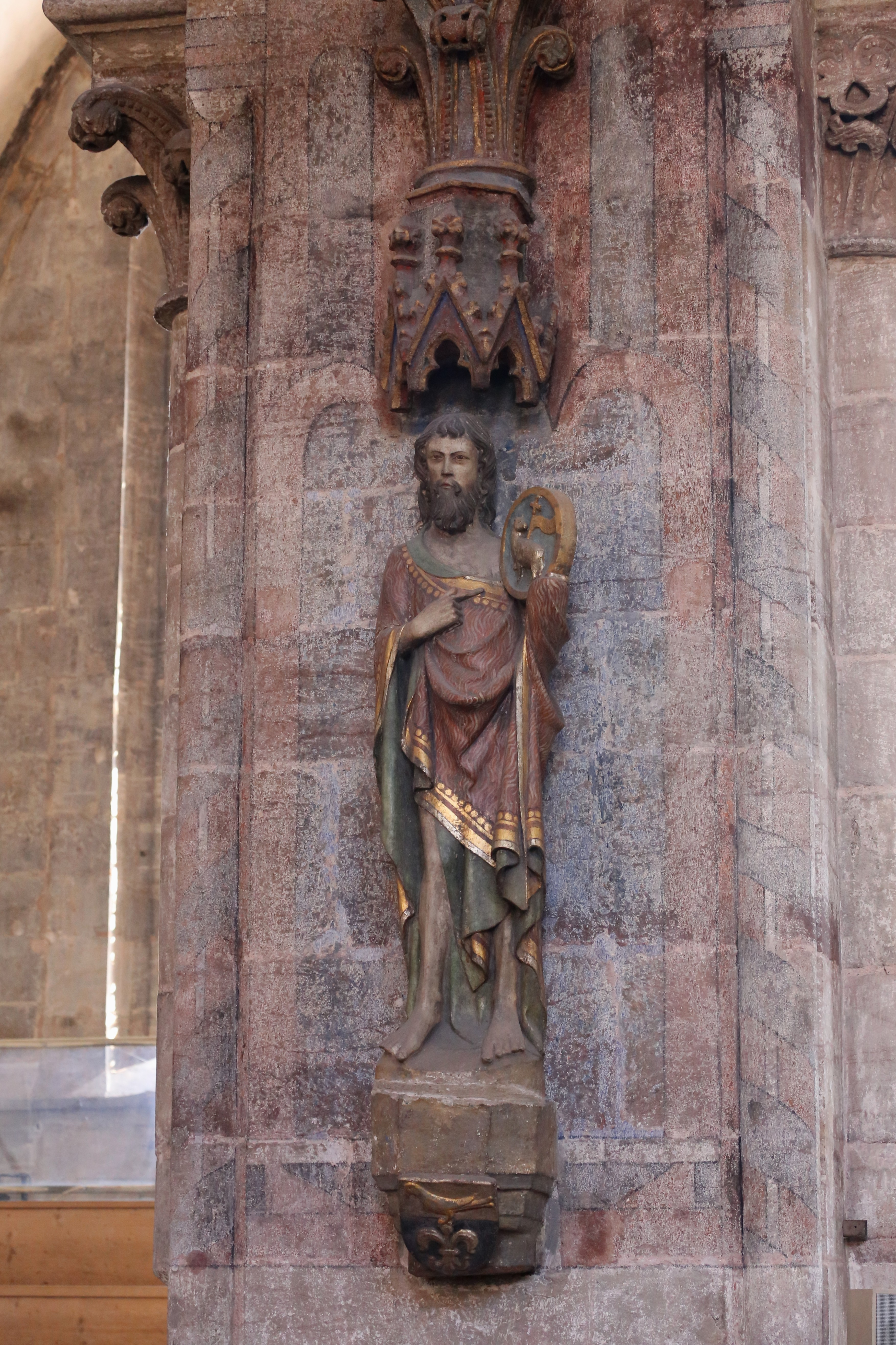
Johannes-der-Täufer-Statue in St. Sebald